# Kruisdistelkaartmot
De kruisdistelkaartmot (Agonopterix cnicella) is een vlinder uit de familie grasmineermotten (Elachistidae). De wetenschappelijke naam werd voor het eerst geldig gepubliceerd in 1832 door Georg Friedrich Treitschke.
De soort komt voor in Europa.